# Атакан Алафтаргіл
Атакан Алафтаргіл (тур. Atakan Alaftargil нар. 9 листопада 1976, Ерзурум, Туреччина) — турецький гірськолижник. Учасник зимових Олімпійських ігор 2002 року.

## Біографія
Атакан Алафтаргіл народився 9 листопада 1976 року в турецькому місті Ерзурум.
Почав займатися гірськолижним спортом у віці 6 років. 17 разів вигравав чемпіонат Туреччини. Закінчив університет Ататюрка в Ерзурумі за фахом «фізичне виховання і спорт» .
У 2001 році завоював олімпійську ліцензію на чемпіонаті світу в Санкт-Антоні.
У 2002 році увійшов до складу збірної Туреччини на зимових Олімпійських іграх в Солт-Лейк-Сіті. Був прапороносцем збірної Туреччини на церемонії відкриття Олімпіади. Виступав в слаломі. У першому заїзді показав 48-й результат (1 хвилина 3,10 секунди), у другому — 32-й результат (1.07,26). За сумою заїздів показав 32-ий час серед 33 учасників, випередивши тільки угорця Петера Венце і поступившись 29,30 секунди чемпіону Жану-П'єру Відалю з Франції.
Після закінчення спортивної кар'єри викладає на факультеті спортивних наук університеті Ататюрка. Займається розвитком гірськолижного спорту в країні, керує одним з найстаріших лижних клубів Туреччини «Ерзурум», де дають як базове аматорське, так і спеціалізоване спортивну освіту . Ставить за мету підготувати турецьких гірськолижників, які братимуть участь у 2022 році в зимових Олімпійських іграх в Пекіні . Виступає в ветеранських змаганнях .

## Родина
Походить з гірськолижної сім'ї. Батько Ільхані володів магазином лижного спорядження на горі Паландокен, а троє старших братів займалися лижним спортом . Один з них, Аріф Алафтаргіл (нар. 1973) в 1998 році брав участь в зимових Олімпійських іграх в Нагано.